# Graham Leggat
Graham Leggat (Aberdeen, 20 de junho de 1934 - 29 de agosto de 2015) foi um futebolista escocês que atuava como meia.

## Carreira
Graham Leggat fez parte do elenco da Seleção Escocesa de Futebol, na Copa do Mundo de 1958.